# الروضة (صنعاء)
الروضة هي منطقة شمال العاصمة اليمنية صنعاء وفيها عدد من الأماكن الحيوية والمهمة في العاصمة أهمها مطار صنعاء الدولي والكلية الحربية ومدرسة الجوية. وهي تتبع جغرافيًا لمحافظة أمانة العاصمة. وإداريًا لمديرية بني الحارث. يبلغ تعداد سكانها 211726 نسمة حسب الإحصاء الذي جرى عام 2004.

## التقسيم الإداري
تشمل منطقة الروضة الأحياء السكنية التالية:
| الحي                 | عدد المساكن | عدد الأسر | الذكور | الأناث | الإجمالي |
| حي الرحبة (صنعاء)    | 130         | 120       | 440    | 442    | 882      |
| حي بني حوات (صنعاء)  | 4245        | 4110      | 15137  | 13192  | 28329    |
| حي بيت عاطف (صنعاء)  | 61          | 56        | 237    | 213    | 450      |
| حي سدس الروض (صنعاء) | 5921        | 5631      | 21374  | 19821  | 41195    |
| حي بير زيد (صنعاء)   | 236         | 215       | 870    | 819    | 1689     |
| حي سدس احداق (صنعاء) | 7092        | 6658      | 25819  | 22897  | 48716    |
| حي جدر (صنعاء)       | 935         | 846       | 3557   | 3296   | 6853     |
| حي القابل (صنعاء)    | 2146        | 2036      | 8137   | 7427   | 15564    |
| الإجمالي             | 20766       | 19672     | 75571  | 68107  | 143678   |

## الروضة قديما
أول من أحيا الروضة هو السلطان حاتم بن أحمد الهمداني من سلاطين دولة بني حاتم التي حكمت اليمن من 492 - 569هـ وسميت بروضة حاتم بعد أن كانت تسمى المنظرة. وقد كانت الروضة قديما أيام حكم الأئمة من أجمل مناطق العاصمة صنعاء وكانت تشتهر ببساتينها الرائعة وعنب الروضة الذي كان يعد الأشهر على الإطلاق وبيوتها الطينية الجميلة المطلة على البساتين. وقد كان للإمام أحمد حميد الدين قصر فيها يسكن فيه في وقت حصاد العنب فكانت تسمى روضة أحمد.
إلا أن معظم بساتين الروضة الآن اختفت بفعل التوسع العمراني للعاصمة وأيضا شح المياة ونضوب الآبار